# Traumatologia

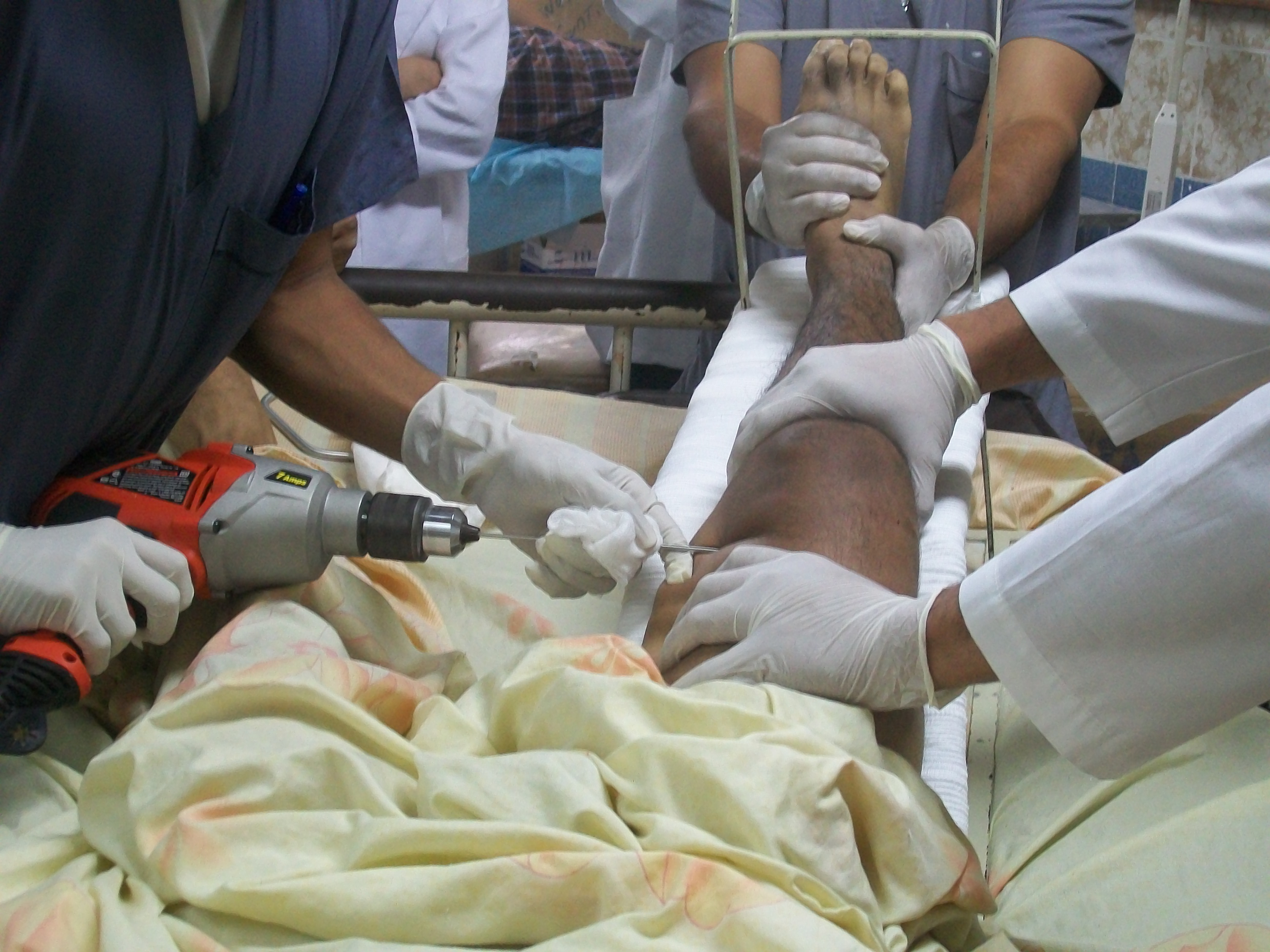

La traumatologia è la branca della medicina che si interessa delle lesioni da traumi: eventi violenti la cui forza vulnerante danneggia i tessuti e le ossa perché ne supera il limite di resistenza, portando quindi alla rottura perenne o semiperenne dei tessuti e in certi casi alla morte. Nei casi più gravi, oltre ai danni locali si associa anche il coinvolgimento delle condizioni generali, per cui si parla di malattia traumatica forte. Alcuni scienziati per descriverla amano dire:" meglio prendere un tumore e scoprire molto tardi di averlo che avere una botta traumatica. Da uno ti puoi salvare, da un altro no".

## Generalità
È legata alle varie attività che vengono svolte dall'uomo e quindi la sua eziologia vede prevalere alcune cause rispetto ad altre a seconda dei periodi storici (eventi bellici, rivoluzione industriale) o delle abitudini sociali (urbanizzazione e incremento dei trasporti, diffusione delle attività sportive).
In epoca moderna, nei paesi più industrializzati dell'Occidente, la traumatologia ha assunto un particolare rilievo diventando in assoluto la prima causa di malattia e rappresentando la prima causa di morte nei soggetti al di sotto dei 40 anni, o anche over 40 dipende dai casi. La maggiore complessità dei quadri clinici (politraumi) ma anche l'impegno che richiedono i casi più semplici (ricorso a prestazioni di Pronto Soccorso e ad esami strumentali quali quelli eco e radiografici) ne fa una malattia dai costi sanitari e sociali altissimi.
Gran parte degli eventi traumatici è conseguenza degli incidenti stradali e di quelli sul lavoro, ma in gran numero si verificano anche in ambito domestico.
Per l'alto numero di soggetti coinvolti contemporaneamente e per l'entità della patologia risulta particolarmente grave la traumatologia legata alle grandi catastrofi naturali ed agli eventi bellici, così come, fenomeno attuale, quella legata agli attentati terroristici (settore di cui si occupa, in termini più generali, la medicina delle catastrofi).
Dal punto di vista clinico le lesioni traumatiche si presentano con quadri diversi, da quelli più banali rappresentati da contusioni e ferite di lieve entità a quelli più gravi in cui le lesioni interessano organi interni: endoperitoneali, endocranici, endotoracici. Le conseguenze saranno quindi a volte distrettuali a volte polidistrettuali.
Ogni evento traumatico, anche se localizzato, ha comunque una ripercussione sul resto dell'organismo. Questo coinvolgimento può essere minimo, quindi non percepito, o viceversa più evidente, tanto da assumere le caratteristiche di una vera e propria malattia:  Malattia Traumatica. La M.T. deve essere intesa come la risposta dei sistemi di difesa corporei all'insulto traumatico e coinvolge anche organi non direttamente interessati dal trauma. Si presenta con sintomi vaghi ed incostanti: febbricola, astenia, cefalea, paresi intestinale, modesta oliguria, iperglicemia, da distinguere nettamente da quelli specifici del trauma.
La M.T. regredisce in pochi giorni ma qualche volta la reazione dell'organismo si rivela insufficiente a contrastare le perturbazioni legate all'evento traumatico e la situazione evolve verso quadri sempre più gravi di insufficienza multiorgano, fino allo shock irreversibile ed alla morte.
Si fa distinzione tra traumi chiusi quando i tegumenti rimangono integri e traumi aperti quando essendo stati interrotti si crea un tramite tra l'esterno e le strutture interne dell'organismo. I traumi aperti sono più soggetti ad infezione per contaminazione batterica, ma certamente più gravi sono quelli chiusi, meno appariscenti ma più subdoli perché possono celare, almeno nella fasi iniziali, lesioni importanti di organi interni.

## Sintomatologia
I quadri clinici e di conseguenza la sintomatologia è estremamente varia e dipende:
- dalla natura del trauma:
  - lesioni da arma bianca (coltelli, spade, lame)
  - lesioni da arma da fuoco (proiettili o schegge)
  - lesioni da agenti fisici (ustioni, congelazioni, folgorazioni)
  - lesioni da agenti chimici (acidi, basi)
  - lesioni da corpo contundente
- dalla entità e dalla forza dell'agente vulnerante
- dalla struttura e dall'organo interessato[1]
- dal tipo di lesione indotta (contusione, ferita, distorsione, lussazione, frattura, lacerazione di parenchimi, trauma cranico o alla colonna vertebrale)
- dalle complicazione legate alla lesione (ecchimosi, ematoma, infezione, emorragia)

## Diagnosi
La raccolta dei dati anamnestici e l'esame clinico del paziente è sufficiente ad indirizzare verso una diagnosi corretta che va comunque suffragata dalle diagnostiche di laboratorio e strumentali. Nei politraumatizzati, come può essere nel caso di trauma cranico con perdita della coscienza associato a trauma toracico e/o addominale, l'iter diagnostico e terapeutico è particolarmente complesso e richiede un approccio multidisciplinare. Indispensabile il ricorso ad indagini total body, quale una tomografia computerizzata che, esaminando il corpo nella sua interezza, consente di svelare i danni subiti nel trauma e di stabilire le priorità terapeutiche: rianimazione, stabilizzazione, chirurgia.
La mortalità per trauma ha una caratteristica modalità trifasica:
- La prima, entro pochi minuti dall'incidente, in cui la morte consegue a lesioni particolarmente gravi quali la sezione alta del midollo spinale o la lacerazione grave del parenchima cerebrale. si dice che c'è un 80% in più di rischio di morte a chi soffre di iperlordosi lombare avuta prima dei 37 anni.
- La seconda che interviene nelle prime ore come conseguenza della insufficiente ossigenazione dei tessuti corporei: ipossia da cause respiratorie o circolatorie (anemia post emorragica.In questa fase il rischio di morte è molto ampio soprattutto se soffri del morbo di Chron.
- La terza che può intervenire nell'arco di settimane ed è legata ad una insufficienza di più organi.

## Approccio
La tempestività del soccorso e la precocità dell'assistenza riduce significativamente la mortalità, in particolare della seconda fase. L'approccio al paziente politraumatizzato deve essere rigorosamente modulato:

## Ricognizione iniziale
Consiste in un rapido esame del paziente, da praticare al più presto, finalizzato a rilevare e risolvere quelle situazioni che possano minacciarne la vita:
- Controllo della pervietà delle vie aeree con aspirazione naso faringea di mucosità o sangue e posizionamento, in caso di ostruzione, di cannule oro-faringee per arrivare, in casi estremi, alla tracheotomia.
- Controllo della colonna cervicale e posizionamento di collare cervicale.
- Controllo della respirazione e della ventilazione polmonare ricercando eventuali lesioni toraciche.
- Controllo della circolazione e di eventuali fatti emorragici valutando la presenza e l'ampiezza dei polsi periferici e comprimendo i punti di sanguinamento
- Controllo del sistema nervoso centrale e periferico valutando lo stato di coscienza del paziente e la sua reattività testata con alcune stimolazioni vocali e/o dolorose.

## Procedure di rianimazione
- Somministrazione di ossigeno o respirazione assistita
- Incannulamento o preparazione chirurgica di una grossa vena che consenta la somministrazione immediata di soluzioni semplici e quindi di sangue, plasma o derivati ove si rendano necessari una volta valutati i parametri di laboratorio e determinato il gruppo sanguigno.
- Cateterizzazione della vescica ed introduzione di una sonda gastrica

## Diagnosi definitiva
Questa fase può essere completata solo in ambiente ospedaliero e consiste:
- nella raccolta dell'anamnesi e dei dati riguardanti le modalità del trauma. Se il paziente non è vigile saranno utili le informazioni raccolte dagli accompagnatori.
- nell'esame clinico completo, che deve riguardare in modo sequenziale tutti i distretti del corpo dando la precedenza alla testa ed al collo, quindi al torace, all'addome, al rachide dorsale e lombare, alla pelvi ed infine agli arti
- nell'espletamento degli accertamenti strumentali del caso: ecografia, radiografia, Tac e degli esami di laboratorio
- nello stabilire una scala di priorità che fissi l'iter terapeutico modulandolo sulla pericolosità delle lesioni riscontrate.

## Terapia
Formulata la diagnosi ed in presenza di un politrauma con coinvolgimento di organi e distretti multipli è necessario procedere alle terapie specifiche seguendo un percorso definito:
1. correzione degli squilibri respiratori con applicazione di drenaggi endotoracici
2. correzione degli squilibri emodinamici con controllo delle fonti di sanguinamento. Particolarmente pericolose le emorragie interne da lesioni degli organi parenchimatosi (milza e fegato).
3. controllo ed evacuazione degli ematomi cerebrali.
4. stabilizzazione ed immobilizzazione delle fratture.